# Sciacca bianco
Sciacca bianco è un vino a DOC che può essere prodotto nei comuni di Sciacca e Caltabellotta in provincia di Agrigento.

## Vitigni con cui è consentito produrlo
- Ansonica, Grecanico Dorato, Chardonnay e Catarratto bianco lucido, da soli o congiuntamente minimo 70%.
- altri vitigni a bacca bianca, idonei alla coltivazione per la provincia di Agrigento, fino ad un massimo del 30%.

## Caratteristiche organolettiche
- colore: giallo paglierino con riflessi verdognoli;
- profumo: delicato, fine, fragrante;
- sapore: secco, vivace, armonico;

## Produzione
Provincia, stagione, volume in ettolitri